# Apis mellifera nubica
Apis mellifera nubica este o subspecie din Sudan a albinei melifere europene (Apis mellifera).